# محمد بن شخبوط آل نهیان
محمد بن شخبوط بن ذیاب بن عیسی آل نهیان (به عربی: محمد بن شخبوط بن ذیاب بن عیسی آل نهیان) سومین شیخ ابوظبی است. او جانشین پدرش شخبوط بن ذیاب بن عیسی آل نهیان شد و از سال ۱۸۱۶ تا سال ۱۸۱۸ حکمرانی کرد